# Martha Wilmot

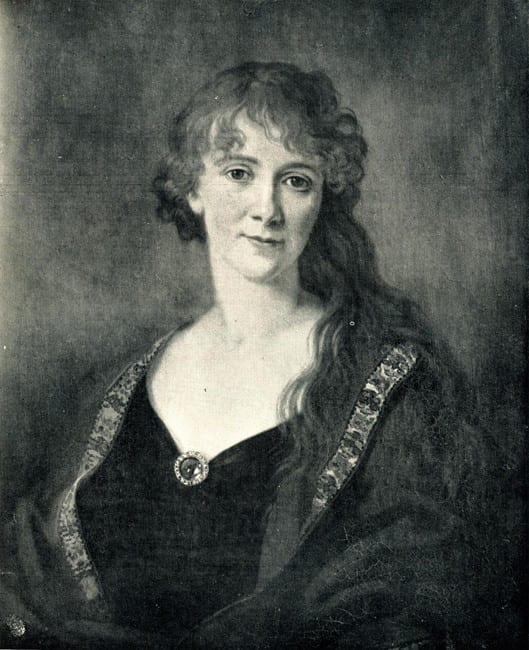
Martha Wilmot

Martha Wilmot, verheiratet Bradford (* 1775 in Glanmire, County Cork; † 18. Dezember 1873 in Dublin), war eine irische Reisende am russischen Zarenhof und Tagebuchschreiberin.

## Leben
Martha Wilmot wurde 1775 als Tochter von Edward und Martha Wilmot (geborene Moore) geboren. Sie hatte fünf Schwestern und drei Brüder. Ihr Vater stammte aus Derbyshire, England, und diente als Hauptmann in einem Infanterieregiment sowie als Hafeninspektor der Steuerbehörde in Cork und Drogheda. Wilmot wurde zu Hause erzogen, und nach dem Tod eines Bruders im Jahr 1802 drängte ihre Kusine Catherine Hamilton sie dazu, die Freundin ihres Bruders, die Fürstin Daschkowa, einer der Schlüsselfiguren der russischen Aufklärung und engen Freundin Katharinas der Großen, zu besuchen.
Wilmot trat 1803 ihre viermonatige Reise nach Russland an und reiste zum Landsitz der Fürstin an der Oka, etwa 100 km von Moskau entfernt. Dort nahm sie am Hofleben teil und wurde zur engen Vertrauten der Fürstin. Während ihrer Reise mit der Fürstin lernte Wilmot Aleksei Orlov kennen, der sein Regiment zu ihren Ehren eine Schlacht vortäuschen ließ. Sie führte ein Tagebuch und schrieb regelmäßig Briefe nach Irland. Außerdem ermutigte sie die Fürstin, autobiografische Memoiren zu schreiben, die Daschkowa Wilmot als ihrer „jungen Freundin“ widmete und ihr die Erlaubnis erteilte, das Manuskript zu veröffentlichen. Wilmots Schwester Katherine traf 1805 ein, um ihre Schwester nach Hause zu bringen, blieb dort aber noch zwei Jahre lang als Gast. Zwischen ihren häufigen Reisen nach Moskau transkribierte Wilmot eine Kopie der Memoiren der Fürstin und ließ sie von ihrer Schwester aus dem französischen Original übersetzen. Ihre Schwester verließ Russland 1807 mit der Abschrift der Memoiren.
Im Jahr 1808 verließ Wilmot ebenfalls Russland, als die Feindseligkeiten zwischen England und Russland ausbrachen, trotz der Einwände der Fürstin, die ihr eine Reihe von Geschenken machte, darunter eine Uhr, die Peter dem Großen gehörte, und einen Fächer, der Zarin Katharina gehörte. Bei der Ausreise aus Sankt Petersburg wurde Wilmot von Zollbeamten angehalten, die glaubten, sie sei im Besitz von Geheimdokumenten. Da sie um ihre Sicherheit fürchtete, verbrannte sie das Originalmanuskript von Daschkowas Memoiren und einen Teil der Korrespondenz der Fürstin mit Katharina II. Am 26. Oktober 1808 stach sie mit der Maria in See, doch dieses Schiff erlitt Schiffbruch, so dass Wilmot acht Tage auf der Insel Stamieux in der Nähe von Hamina (Finnland) verbringen musste. Die Passagiere und die Besatzung mussten dann drei Wochen lang auf der Insel Äspo (Pargas) einen Sturm abwarten. Am 26. Dezember 1808 erreichte sie Harwich und 1809 dann Cork.
Im folgenden Sommer bereiste Wilmot den Südwesten Irlands und wurde 1810 am Hof des Lord Lieutenants in Dublin Castle empfangen. Dort lernte sie die zukünftige Lady Morgan, Sydney Owenson, kennen, die Autorin von The Wild Irish Girl. 1810 zog sie zu ihren Eltern nach Clifton, Derbyshire, und heiratete 1812 Reverend William Bradford. Das Paar hatte einen Sohn und zwei Töchter und lebte in Storrington, Sussex. Im Jahr 1817 reiste sie mit Katherine nach Frankreich und besuchte sie 1818 in Moulins. Als ihr Mann zum Kaplan an der britischen Botschaft in Wien ernannt wurde, zog die Familie 1819 dorthin. Dort lebten sie die nächsten zehn Jahre und waren mit Charles Vane, 3. Marquess of Londonderry, dem britischen Botschafter, und seiner Frau Frances Anne Vane befreundet. Von 1820 bis 1821 bereisten Wilmot und ihre Familie Italien, und ihre Tagebücher aus dieser Zeit werden in der Royal Irish Academy aufbewahrt. Die Familie kehrte 1829 nach Storrington zurück, als ihr Mann zum außerordentlichen Kaplan von König Georg IV. ernannt wurde.
1840 wurde Wilmots Ausgabe von Daschkowas Memoiren auf Englisch in zwei Bänden als Memoirs of the Princess Daschkaw, lady of honour to Catherine II, empress of all the Russias, written by herself: comprising letters of the empress, and other correspondence veröffentlicht. Wilmot hatte die Veröffentlichung aufgrund des heftigen Widerstands von Semjon Romanowitsch Woronzow, dem Bruder Daschkowas, der zwanzig Jahre lang russischer Botschafter in Großbritannien war, verzögert. Der vorliegende Band basiert auf der Abschrift von Wilmot und der Übersetzung ihrer Schwester und ist eine überarbeitete und gekürzte Fassung des Originals. Es wurde später ins Französische, Deutsche, Russische und Tschechische übersetzt.
Nach dem Tod ihres Mannes im Jahr 1857 kehrte Wilmot nach Irland zurück und lebte mit ihrer Tochter Catherine im Haus Taney Hill in Dublin. Sie starb dort am 18. Dezember 1873 und ist auf dem Storrington-Kirchhof in England begraben.
Die Tagebücher von Wilmot und ihrer Schwester wurden 1934 von H. Montgomery Hyde und der Marchioness of Londonderry unter dem Titel The Russian journals of Martha and Catherine Wilmot aus den Originalbriefen, -notizen und -tagebüchern in der Royal Irish Academy herausgegeben. Im darauffolgenden Jahr wurden weitere Briefe von Martha Wilmot unter More letters from Martha Wilmot: impressions of Vienna, 1819–1829 herausgegeben und veröffentlicht. Die Royal Irish Academy besitzt ihren Nachlass, darunter auch einige unveröffentlichte Dokumente. Wilmots Tochter schenkte der Bibliothek des British Museum das Manuskript der Transkription von Daschkowas Memoiren, einschließlich der Überarbeitungen der Fürstin. Dieses Manuskript wurde 1958 für eine Neuübersetzung durch Kyril Fitzlyon verwendet. Eine weitere Kopie eines früheren Entwurfs des Manuskripts in Wilmots Handschrift befindet sich in St. Petersburg.